# Manuel Ainaud

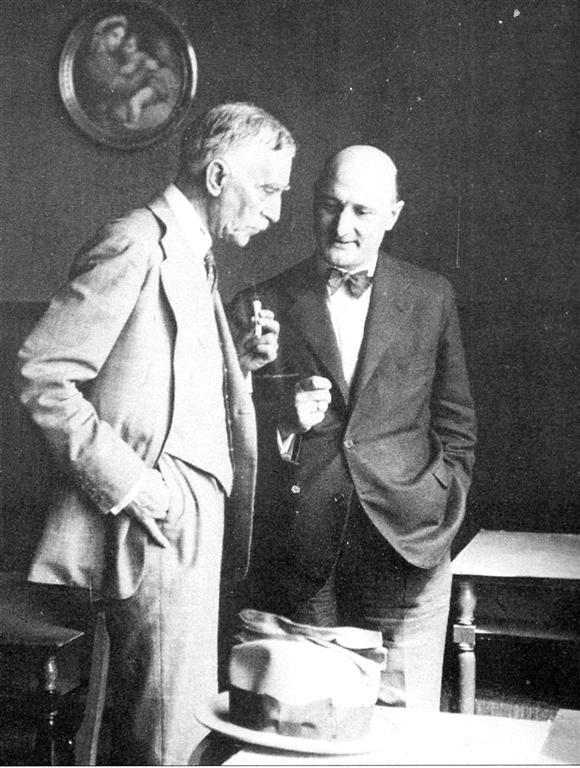
Manuel Ainaud de frente con Francesc Macià a su derecha, en 1932.

Manuel Ainaud Sánchez (Barcelona, 17 de abril de 1885-Barcelona, 28 de diciembre de 1932) fue un pedagogo y artista español, director general de la «Asesoría Técnica de la Comisión de Cultura» del Ayuntamiento de Barcelona y miembro del Consejo de Cultura de la Generalidad de Cataluña.

## Biografía
De padre francés, pionero de la fotografía en Cataluña, y madre andaluza fue el menor de 7 hermanos. Estudió primaria en las escuelas del Ateneu Obrer de Barcelona donde ya empezó a destacar como dibujante, teniendo de profesor a Antoni Gelabert. También tomó clases con el pintor Joan Roig, aunque fue muy autodidacta.
Formó y lideró el grupo artístico «Els Negres», denominación en alusión a los dibujos y composiciones al carbón de temas urbanos y multitudes (de manera parecida a Modest Urgell) principalmente, con una cierta intención social, que realizaban. Expuso en Els Quatre Gats por primera vez en el año 1903 junto con su amigo el escultor Enric Casanovas, presidió la sección de Arte y Literatura del Aplec Catalanista, colaboró con «Les Arts i els Artistes» y alternó la actividad artística con la pedagogía. En el año 1905 creó la Agrupación Artística, que organizó varias exposiciones notables.
Ingresó el año 1909 como profesor de dibujo y trabajos manuales en la Escuela Horaciana, cabecera de las nuevas corrientes pedagógicas y dirigida por Pau Vila. Posteriormente fue director del Nuevo Colegio Mont d'Or, donde conoció su mujer, una de las hijas de Carmen Karr, Carme de Lasarte Karr, con la que se casó en 1918 y tuvieron 4 hijos: Joan, historiador y crítico de arte, Josep Maria, historiador, abogado y político, Anna y Montserrat.
Realizó viajes, a partir del año 1914, a Francia, Italia, Bélgica y Suiza para conocer directamente las experiencias de las nuevas escuelas y metodologías que se imponía en Europa.

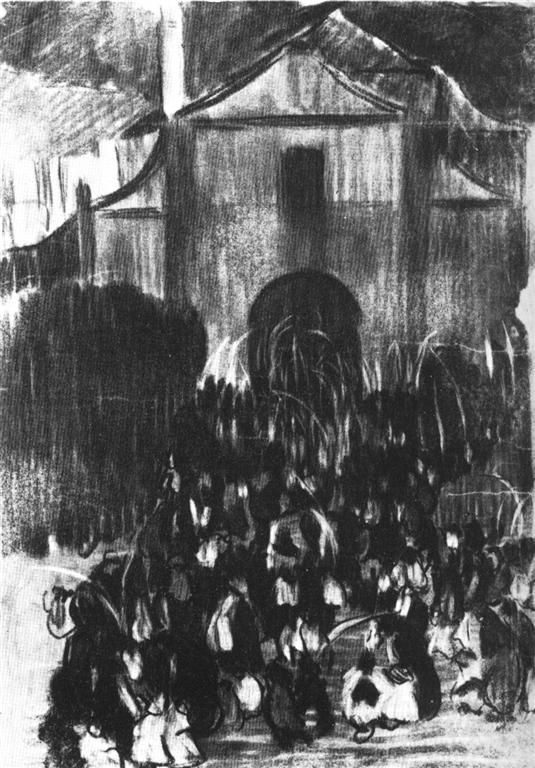
Dibujo al carbón de Manuel Ainaud.

En el año 1915 fue elegido presidente del Ateneo Enciclopédico Popular, desde donde ya había dedicado sus esfuerzos a conseguir una escuela pública gratuita y de calidad, tarea que desempeñó hasta 1918. Organizó una intensa campaña a favor de la enseñanza pública a través de la prensa, de conferencias a entidades obreras y dirigiendo manifestaciones ciudadanas. Sus campañas como presidente en pro de la renovación en la enseñanza tuvieron gran eco entre la sociedad barcelonesa. Fruto de este trabajo, según Salvador Domènec, fue nombrado director general de la asesoría técnica de la Comisión de Cultura del Ayuntamiento de Barcelona en 1917. Recuperó cerca de cuarenta antiguos legados que el Ayuntamiento tenía olvidados, para la construcción de escuelas (“Grupos Escolares”), con una subvención del 50% del Estado, y proyectó un ambicioso plan de construcciones escolares, en colaboración con el arquitecto Josep Goday. También impulsó toda una serie de servicios complementarios como las Cantinas Infantiles, los Baños de Mar, las revisiones médicas, las Colonias de Verano y las modélicas escuelas innovadoras, como la Escuela del Mar (1922) o la del Guinardó (1923). Contó con buenos colaboradores, como el Dr. Mias, Ventura Gassol, Ramon Jori, Antoni Gelabert, Pere Vergés o Artur Martorell. En 1922, consiguió la aprobación del Patronat Escolar, que dio un gran impulso a la enseñanza primaria en Barcelona e influyó en gran manera en la pedagogía, formando y seleccionando maestros. En el año 1926 participó de nuevo en la Junta del  Ateneo Enciclopédico Popular, ocupando el cargo de bibliotecario.
La dictadura de Primo de Rivera lo destituyó de su cargo por el carácter liberal y catalanista de su labor, no pudiendo volver al Ayuntamiento hasta el año 1930. Ya durante la Segunda República retomó el trabajo interrumpido; en un solo día, por ejemplo, en el año 1931, pudo inaugurar 11 grupos escolares nuevos. Fue nombrado miembro del Consejo de Cultura de la Generalidad, vocal del Comité de la Lengua y consejero de Instrucción Pública en Madrid, hasta que una grave enfermedad acabó con su vida a los 47 años, en 1932.
Se le ha dedicado una plaza en Barcelona, en San Martín, un espacio de unos 7400 metros cuadrados. Por otro lado, el Instituto de Estudios Catalanes ha concedido ayudas de estudio con el nombre «Premio Manuel Ainaud».